# Coblence
Coblence (en allemand : Koblenz, en latin : Confluentes) est une ville et un arrondissement d'Allemagne, situés dans le Nord du Land de la Rhénanie-Palatinat.
Résidence de l'archevêque-électeur de Trêves, oncle maternel du roi Louis XVI de France et de ses frères, la ville servit de quartier général aux « émigrés » pendant la Révolution française. Capitale de la Rhénanie prussienne après 1815 qui eut pour gouverneur le futur empereur Guillaume Ier, de nouveau occupée par les Français après la Grande Guerre, c'est dans la forteresse d'Ehrenbreitstein qu'y furent incarcérés les Mosellans francophiles. Elle est également le lieu de naissance de Valéry Giscard d'Estaing, futur président de la République française.

## Géographie

### Situation
A Coblence se trouve un lieu appelé Deutsches Eck, littéralement le coin allemand, au confluent de la Moselle et du Rhin. La ville est bordée par une partie du Hunsrück au sud et par le paysage légèrement vallonné du Maifeld (partie du massif de l'Eifel) à l'ouest.
Les quartiers de la ville situés sur la rive droite du Rhin se trouvent à la bordure de la forêt du Westerwald, qui plonge en partie jusqu'au fleuve. Les quartiers situés entre le Rhin et la Moselle sont en partie plantés d'une forêt mixte qui constitue le poumon vert de la ville et de sa banlieue proche. Régulièrement, au moment de la fonte des neiges, la ville est victime d'inondations.
La ville a su tirer parti de sa situation géographique privilégiée pour s'enrichir et se développer. Son centre-ville, entièrement réservé aux piétons, est rempli de bars et de restaurants.
Les villes les plus proches sont Bonn, à près de 60 km en aval du Rhin, et Mayence, à 90 km en amont du Rhin. Coblence est la troisième ville de la Rhénanie-Palatinat et le siège de la conurbation Mayen-Coblence. C'est également une ville universitaire.

### Climat
Coblence se trouve dans une zone dite tempérée, avec un climat froid et un vent d'ouest dominant. Ces vents venus de l'océan Atlantique et de la mer du Nord apportent chaque année près de 700 mm de précipitations dans le bas pays de l'Allemagne occidentale ainsi que dans la vallée rhénane. Avec une température moyenne de 10,8 °C et 674 mm de précipitations annuelles, Coblence est une ville humide tout au long de l'année. Le mois, le plus froid est celui de janvier, avec une température de 2,7 °C. Le mois le plus chaud est celui de juillet avec 19,5 °C. Coblence détient le record de chaleur d'Allemagne pour le mois de juin, avec 39,4 °C relevés le 18 juin 2002.

## Héraldique
Les armoiries se décrivent ainsi : D'argent à la croix de gueules à la couronne d’or brochant en cœur sur le tout. La croix est celle des archevêques de Trèves.
Sous le Premier Empire : D'azur, à un écusson en losange d'argent chargé d'une croix alésée de gueules sur laquelle broche une fleur de tournesol d'or ; le tout soutenu par deux dauphins affrontés, celui de dextre d'or l'autre d'argent, cambrés queues en chef et gueules en pointe, vomissant deux rivières de l'un en l'autre mêlant leurs flots en pointe ; au chef d'argent chargé d'un pampre feuillé de trois pièces au naturel

Armoiries de Coblence.
Armoiries en vigueur sous le Premier Empire.

## Toponymie
Le nom Coblence vient du latin Confluentes qui signifie confluent, car c'est sur le territoire de la ville que la Moselle se jette dans le Rhin. Depuis 2002, une partie de Coblence a été inscrite au patrimoine mondial de l'UNESCO.
On trouve aussi en français, de manière plus rare et vieillie, la graphie Coblentz.

## Histoire
| Appartenances historiques Francie orientale (Basse Lotharingie) 870-962 Saint-Empire romain germanique 962-1797 Électorat de Trèves 1018-1797 République cisrhénane (Rhin-et-Moselle) 1797-1802 République française (Rhin-et-Moselle) 1802-1804 Empire français (Rhin-et-Moselle) 1804-1813 Royaume de Prusse (grand-duché du Bas-Rhin) 1815-1822 Royaume de Prusse (province de Rhénanie) 1822-1918 Empire allemand (Prusse) 1870-1918 République de Weimar (Prusse) 1918-1933 Reich allemand (Prusse) 1933-1945 Allemagne occupée (zone d'occupation française en Allemagne) 1945-1949 Allemagne (Rhénanie-Palatinat) 1949-présent |

L'emplacement fertile et propice aux échanges situé au confluent de la Moselle et du Rhin fut habité de manière continue depuis l'âge de la pierre (vers 9 000 av. J.-C.).

### Époque romaine
Des fouilles archéologiques et la reconstruction partielle d'un corps de ferme, à Remstecken (de) sur le site archéologique de la forêt municipale, à proximité de l'emplacement actuel de la place du Commerce, attestent une colonisation romaine en 20 av. J.-C. Coblence fait ainsi partie des plus anciennes cités allemandes. En l'an 9 av. J.-C., un camp fortifié est construit pour sécuriser la voie fluviale Mogontiacum - Colonia Claudia Ara Agrippinensium - Castra Vetera (Mayence - Cologne - Xanten). Les Romains appellent ce camp ad confluentes, ce qui signifie « au confluent » (de la Moselle et du Rhin). À cette même époque s'installent les futurs habitants de Trèves, qui contrôlent toute la région de la Moselle. Le camp fortifié appartient ensuite à la province romaine Germania Superior, fondée en 85 apr. J.-C.
Vers 45 apr. J.-C., un pont sur pilotis long de 350 mètres constitué de plus de 600 troncs de chêne munis de pointes en fer (51 d'entre eux ont été conservés) est construit entre l'actuelle Ehrenbreitstein et l'autre rive du Rhin. L'Europabrücke (« pont de l'Europe ») éloigné de 50 mètres du Balduinbrücke (« pont de Baudouin ») fait partie de la route du Rhin. Un camp fortifié destiné aux troupes de renfort est construit au IIe siècle à Koblenz-Niederlberg dans le but de protéger le limes romain ayant déjà été détruit en l'an 259 par les Francs.
Un temple dédié à Mercure et Rosmerta se trouve au nord de Coblence dans la forêt appartenant actuellement à la ville, non loin de la voie romaine. Les pièces de monnaie romaine découvertes sur place démontrent que les lieux auraient été utilisés jusqu'au Ve siècle. On trouve les vestiges d'une ancienne ferme romaine (villa rustica) en partie reconstruite à Remstecken.
Des ponts du Rhin et de la Moselle sont détruits au moment du retrait des troupes romaines au Ve siècle. Des vestiges de murs et de routes témoignent encore aujourd'hui dans le vieux Coblence des fortifications du temps de la colonie romaine.

### Les rois francs

#### Mérovingiens
Avec la chute de l'Empire romain d'Occident au Ve siècle, Coblence est conquise par les Francs qui y établissent un royaume.

#### Carolingiens

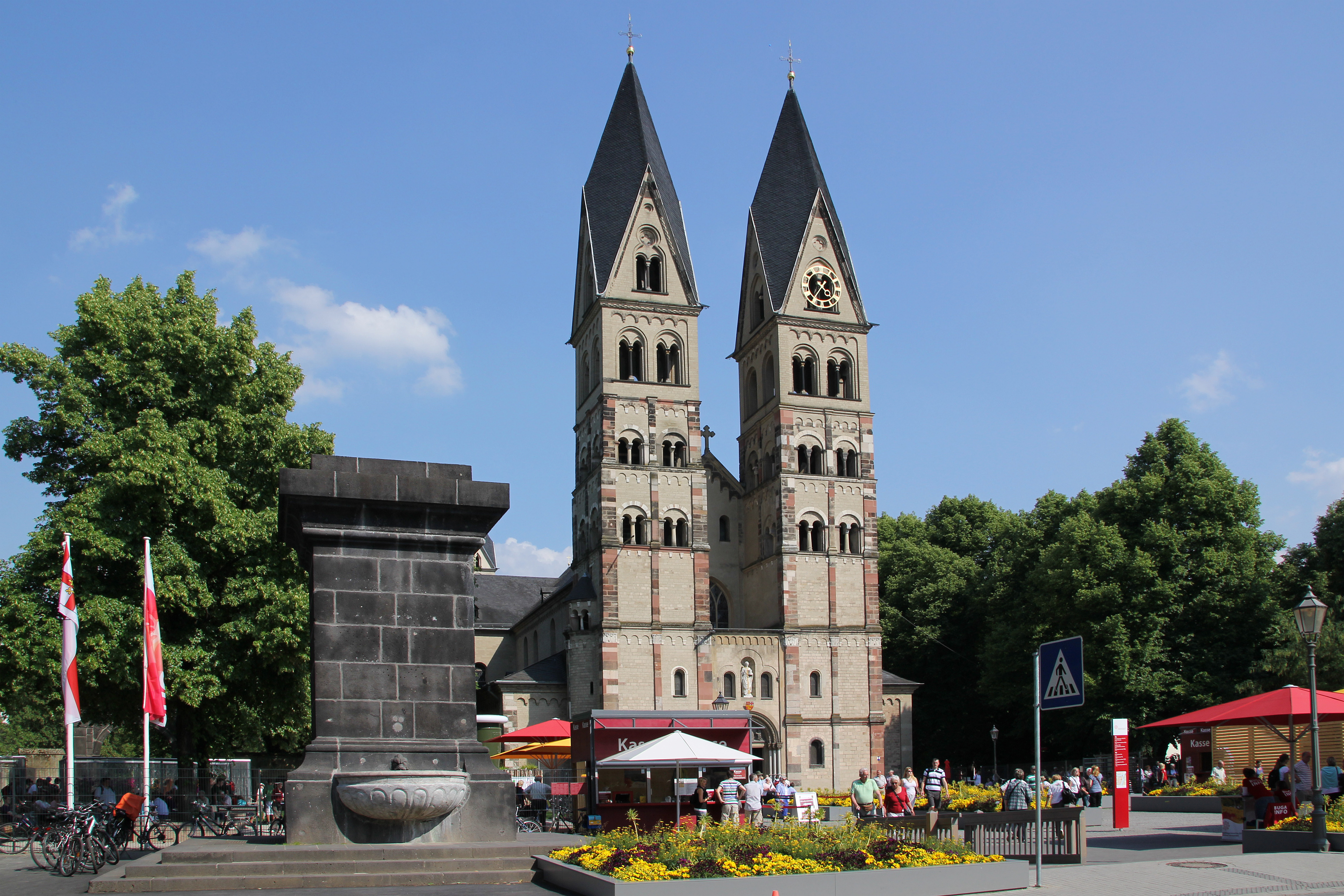
Basilique Saint-Kastor.

En février 806, Charlemagne, dans son édit Divisio Regnorum (de), répartit par avance l'empire entre ses fils. Coblence est attribuée à son fils Charles. Celui-ci meurt cependant peu de temps après. Coblence est donc, à la mort de Charlemagne, en 814, partagée entre les fils de Louis le Pieux.
En 830, à la suite du conflit opposant les fils de Louis le Pieux (Lothaire Ier, Charles le Chauve et Louis le Germanique) entre eux et contre leur père, l'empire est à nouveau éclaté et Charles le Chauve hérite de Coblence en 837. Après une nouvelle période de troubles dans l'empire, des négociations sont menées en 842 entre les trois petits-fils de Charlemagne dans la basilique Saint-Kastor de Coblence, consacrée en 836. Finalement, l'Empire franc est partagé au traité de Verdun en 843. Coblence est alors intégrée dans la Francie médiane, royaume de Lothaire Ier. En 855, le royaume de Lothaire Ier est réparti entre ses trois fils, lors du partage de Prüm. Coblence échoue alors à Lothaire II. À sa mort, le royaume est à nouveau partagé, lors du traité de Meerssen en 870, entre les frères de Lothaire Ier (Louis le Germanique et Charles le Chauve). La partie est du royaume, dont fait partie Coblence, est alors dirigée par Louis le Germanique. Coblence n'est pas épargnée par les pillages normands et est détruite en 882. Après un nouveau partage du royaume, Coblence et la Lotharingie se retrouvent dans le Royaume franc de l'est, qui deviendra plus tard le Saint-Empire romain germanique.

### Les princes-électeurs

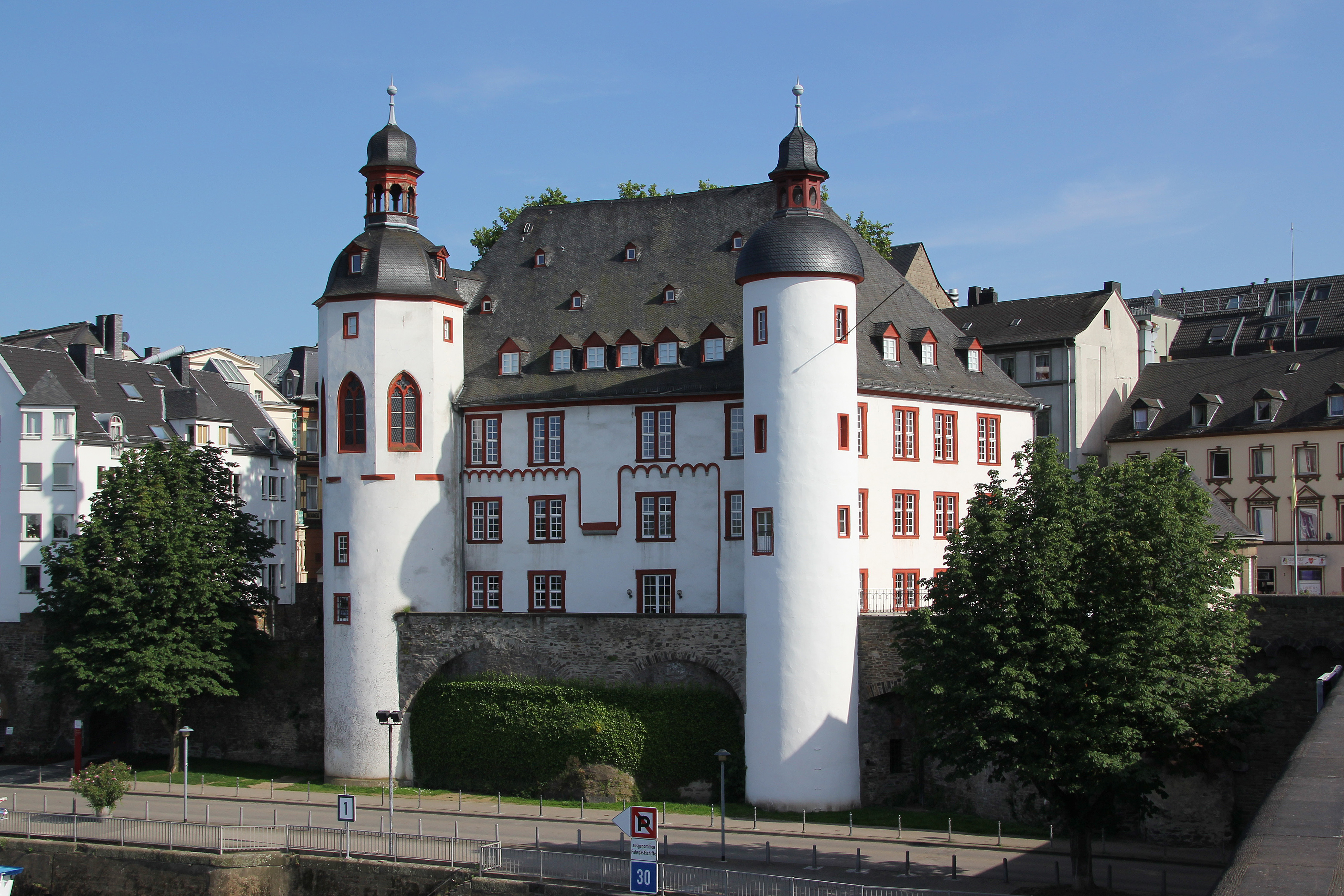
Alte Burg (vieux château).

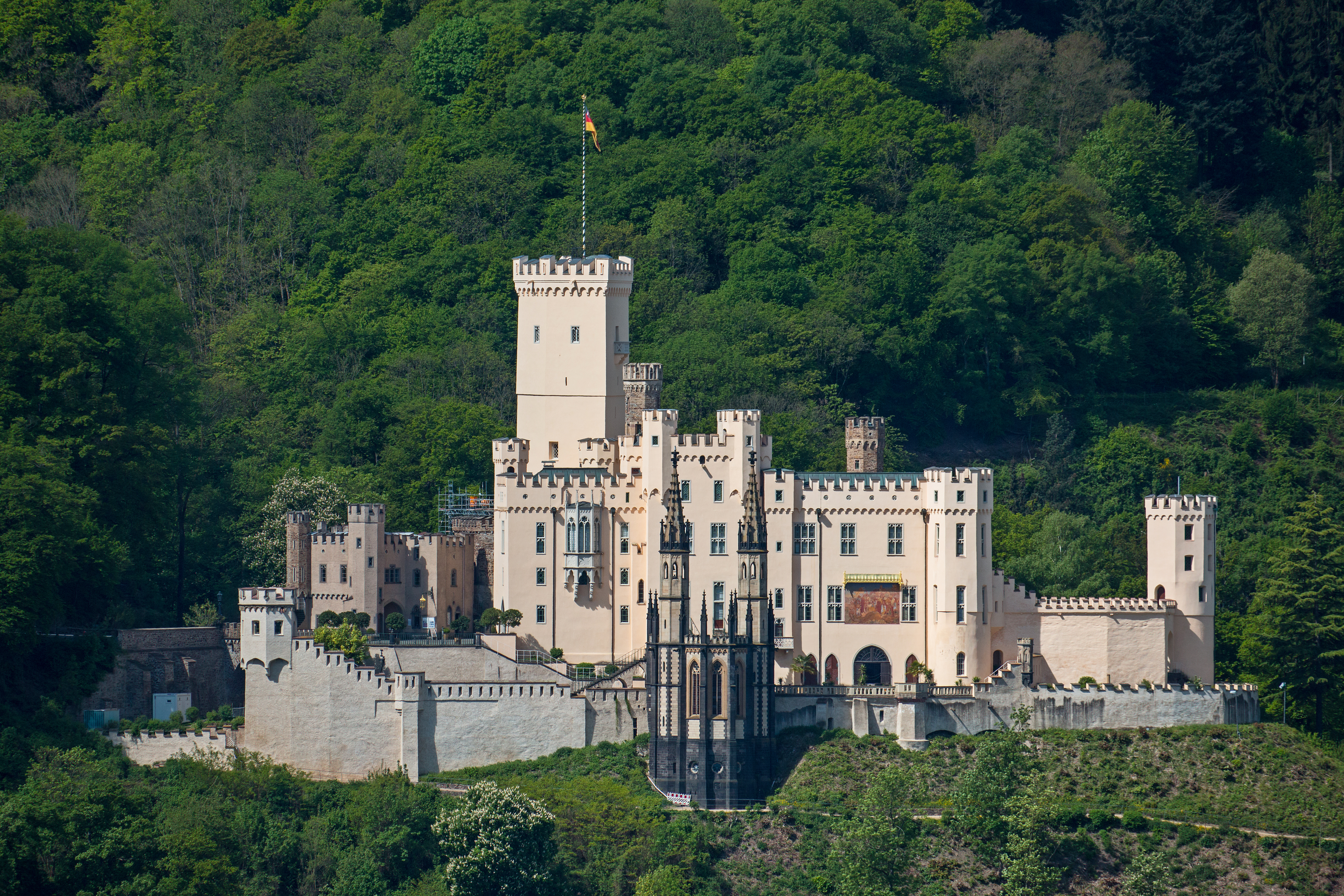
Schloss Stolzenfels (château de Stolzenfels).

En 1018 l’empereur Henri II offre le Royaume franc à l’archevêque de Trèves Poppo de Babenberg. Coblence est ainsi intégré à l'État princier de Trèves, l'un des sept États princiers à l'origine du Saint-Empire romain germanique. Le territoire sous l’autorité séculière de l’archevêque de Trèves appartient au canton rhénan et s’étend sur la rive gauche et droite des cours inférieurs de la Moselle et du Lahn. Au XVIIe siècle, même si Trèves reste la capitale, Coblence devint résidence princière.
En 1020, le nouveau château d'Ehrenbreitstein tombe sous la coupe des archevêques de Trèves. Il devient leur tête de pont sur la rive droite du Rhin et gagne la réputation d'être leur château le plus sûr. Par conséquent, quand les temps sont mouvementés, les biens les plus sacrés du pays y sont conservés. En particulier, la tête de saint Matthieu, le patron du diocèse, y reste de 1380 à 1422 et la Sainte Tunique de 1657 à 1794.
En 1138, Conrad III, de la dynastie des Hohenstaufen, est élu roi à Coblence-Lützel. Dans le lit asséché de la Moselle, près de Coblence, se tient en octobre 1198 une bataille entre le roi Philippe de Souabe et le roi Otto IV. Le prince-électeur Théodoric de Trèves propose en 1216 aux chevaliers de l’ordre Teutonique de venir s’installer à Coblence et leur offre une partie des territoires de l’église Castor. C'est à cette époque que la zone située entre le Rhin et la Moselle est nommée deutscher Ordt (« lieu allemand ») puis deutsches Eck (« coin allemand »). L'endroit porte toujours ce nom de nos jours.
De 1252 à 1259, le prince-électeur de Trèves Arnold II d'Isenburg (de) construit le château de Stolzenfels. Accolé au château de Lahneck, appartenant au prince-électeur de Mayence, le château de Stolzenfels sert de ville douanière. Le donjon à cinq côtés, qui subsiste encore de nos jours, est élevé en 1248. La construction se poursuit de 1388 à 1418 à l’initiative des princes Kuno (de) et Werner de Falkenstein, avec une tour d’habitation et un palais sur la rive du Rhin. Le château de Stolzenfels est occupé d’abord par les Suédois en 1632, puis deux fois deux ans par les Français en 1634 et 1646. Il est ensuite détruit par les Français en 1688 lors de la guerre de succession du Palatinat. Il reste en ruine pendant 150 ans.
La première mention d’un conseil municipal remonte à 1276, mais, après de rudes batailles, le prince Théodéric de Nassau (de) accède au pouvoir en 1304 et force les habitants à renoncer à cet organe politique. En 1338, le roi Louis de Bavière tient sa cour pour une journée à Coblence, en présence du roi Édouard III d'Angleterre. Le projet du pont Balduin est entamé sous le règne du prince Balduin de Luxembourg en 1342, mais 85 années passent avant son inauguration. En 1580 des moines jésuites décident de s’installer sur les lieux d’un ancien monastère.
Lors de la guerre de Trente Ans, le prince-électeur de Trèves Philippe Christophe de Sötern prend le parti de la France. Des troupes françaises occupent la fortification d’Ehrenbreitstein le 5 juin 1632. Trois semaines plus tard, Coblence capitule et est occupée par les Français. Les troupes de l’empereur font prisonnier le Prince Sötern en 1635 et reconquièrent Trèves. Elles libèrent également Coblence en mai 1636. Il faut ensuite plus d’un an de siège pour reprendre possession de la fortification d’Ehrenbreitstein en 1637. Sous le règne du roi Louis XIV de France, pendant la guerre de succession du Palatinat, la ville de Coblence est à nouveau assiégée par les Français en octobre-novembre 1688. Les bombardements français laissent d'importantes destructions.
De 1680 à 1819, un pont flottant assure le trafic sur le Rhin entre Coblence et Ehrenbreitenstein. Ce pont est un chef-d'œuvre de la technique d'alors. Il est composé de deux grandes barques situées sur chaque rive et reliées entre elles par des câbles et une route. L'une de ces barques est une véritable bâtisse, recouverte d'une charpente de solives et de planches. On peut y placer huit véhicules et 100 passagers. La route elle-même est soutenue par 9 barques servant de flotteurs.
Le 23 novembre 1786, le prince Clément Wenceslas de Saxe emménage dans un nouveau château construit sur le Rhin. L'année suivante, un nouveau théâtre est inauguré. Sous son règne, en 1786, la première conduite d’eau pour la population de Coblence est construite. Les puits figurent encore aujourd'hui sur le plan de la vieille ville. Oncle maternel de Louis XVI et de ses frères, le prince-électeur accueille le comte d'Artois en émigration. Petit à petit, Coblence devient le quartier général des opposants à la Révolution française. À l’approche des troupes révolutionnaires françaises lors de la première guerre des coalitions, le Prince Wenceslas est obligé de fuir et de quitter son territoire le 7 octobre 1794. Deux semaines plus tard, la ville de Coblence est prise par les Français. La forteresse d’Ehrenbreitstein parvient à tenir jusqu'au 27 janvier 1799 avant de capituler à son tour. Cet événement marque la fin du règne des princes électeurs de Trèves.

### Le régime français

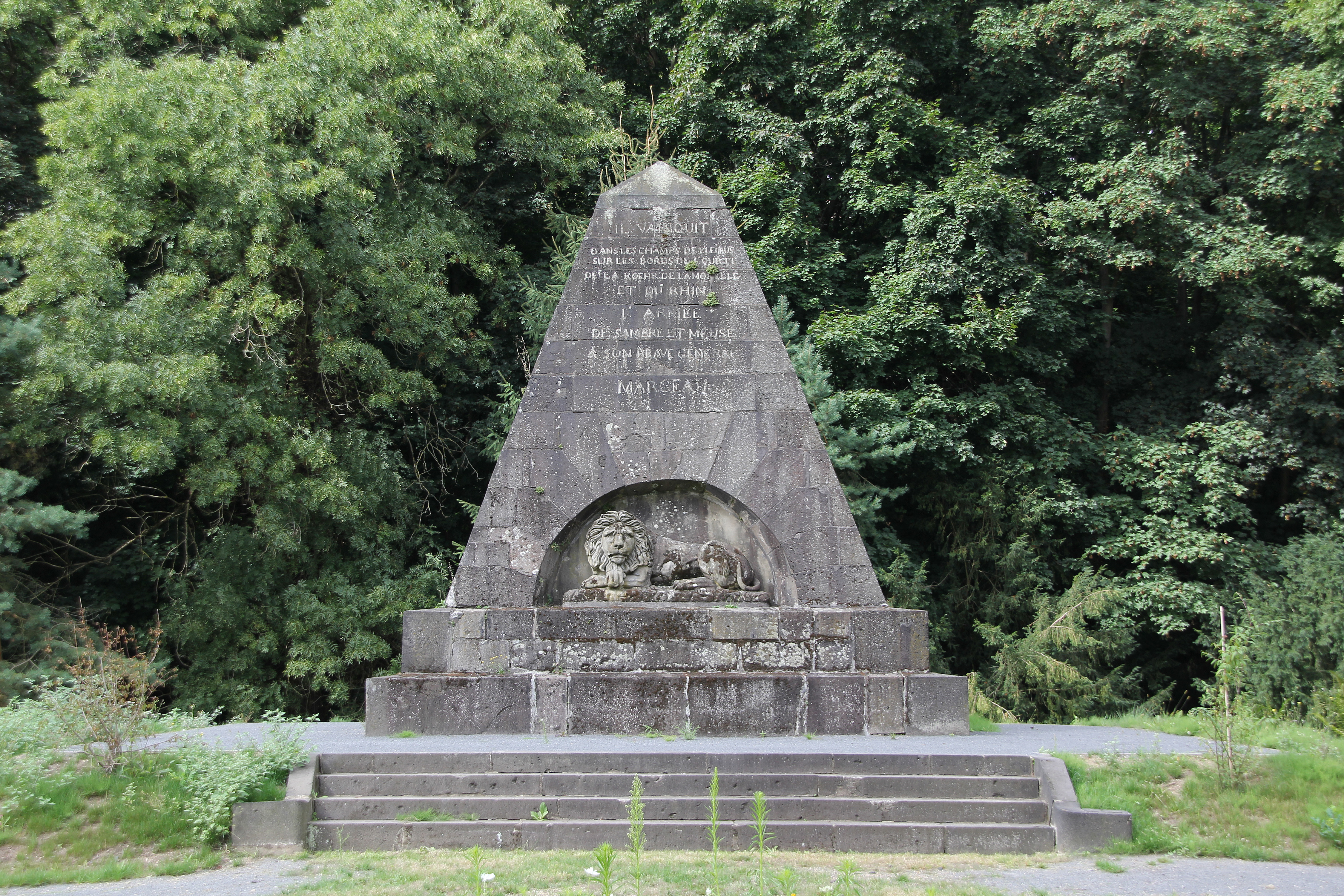
Tombeau de François Séverin Marceau.

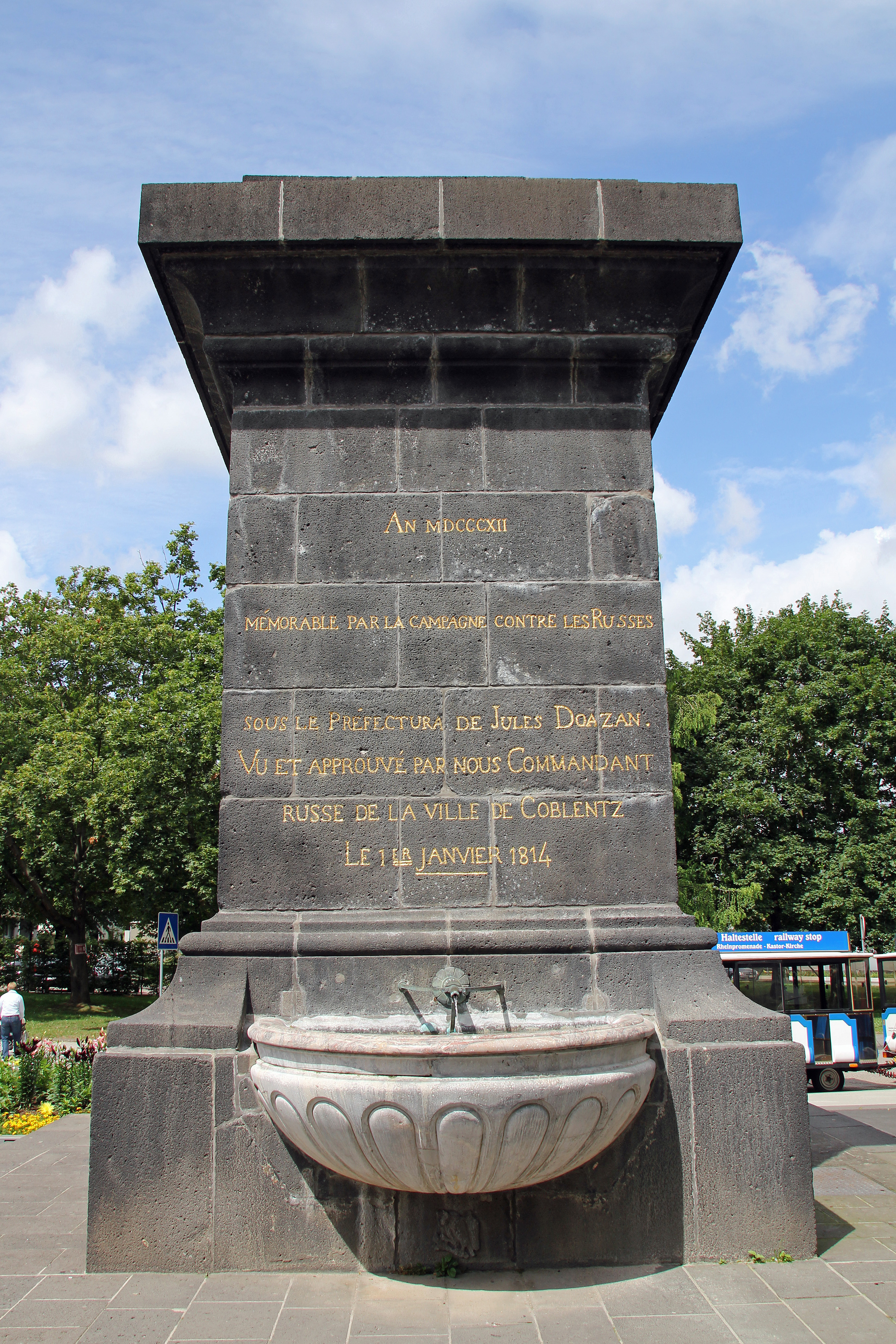
Fontaine Castor avec l'inscription qui fait face à la basilique.

Coblence fut un point de chute pour nombre de nobles contraints de quitter le royaume de France lors de la Révolution de 1789. Les émigrants arrivèrent dans la ville avec à leur tête les comtes d'Artois et de Provence, frères de Louis XVI. De là, ils organisèrent une contre-révolution en sollicitant l'aide armée des royaumes voisins. Une guerre s'ensuivit, menant les troupes de la jeune République française sur la rive gauche du Rhin en 1794. En 1795, Frédéric-Guillaume II de Prusse signa le traité de Bâle dans lequel il reconnut l'occupation de la rive gauche du Rhin par les révolutionnaires français. André van Recum était, après la victoire définitive sur la rive gauche du Rhin en 1797, administrateur à Coblence pour le département de Rhin-et-Moselle.
Avec le traité de Lunéville signé le 9 février 1801, Coblence est incorporée à la République française et devient chef-lieu du département français de Rhin-et-Moselle. Mais, étant forcés de quitter la rive droite du Rhin, les Français démolissent d’abord l’ancienne forteresse d’Ehrenbreitstein des princes-électeurs de Trèves. Adrien de Lezay-Marnésia est nommé premier préfet du nouveau département. La ville reçoit la visite de Napoléon Bonaparte et son épouse Joséphine de Beauharnais du 17 au 19 septembre 1804. En 1806, une université de droit s’installe en 1806 cours Metternich, à l'endroit où l’homme d’État autrichien avait vu le jour.
Après la mutation subite et inattendue du préfet Lezay-Marnésia vers Strasbourg le 1er mars 1810, son successeur Jules Doazan (de) construisit à Coblence, devant la basilique Saint-Castor, un monument sans pareil : une fontaine de style néoclassique en basalte. Il y fait porter, avec une faute d'orthographe, une inscription en français pour commémorer la campagne de Napoléon vers la Russie :
An MDCCCXII / mémorable par la campagne contre les Russes / sous le Préfectura de Jules Doazan.
Dans cette inscription de 1812, le mot désuet de préfectorat est orthographié Préfectura.
Cependant, dans la soirée de la Saint-Sylvestre 1813, des bataillons russes traversent le Rhin à Coblence. Peu auparavant, les Français avaient quitté les lieux et laissé la ville aux troupes russes sans combattre. Le commandant russe renonce à faire détruire la fontaine ou à effacer l'inscription en français à la mémoire de Napoléon mais fit preuve d’humour en y faisant ajouter le commentaire suivant en français :
Vu et approuvé par nous Commandant / russe de la Ville de Coblentz / Le 1er janvier 1814 Dans cette « réponse », l'orthographe de Coblentz mi-française, mi-allemande est surprenante. Le français est à ce moment-là devenue la langue administrative et l'on choisit la graphie « Coblentz », terme qui prit une connotation négative symbolique. Coblentz servait de symbole à la contre-révolution, et en devint le synonyme.
Le commandant de l'armée russe qui a pris Coblence le 31 décembre 1813 était Emmanuel Louis Marie Guignard de Saint-Priest. Saint-Priest avait rejoint le prince de Condé en 1792. Depuis 1793 il était officier de carrière dans l'armée russe,.
C'est à l'époque de l'appartenance à la France que naît le terme Schängel, qui désigne encore aujourd'hui les personnes nées à Coblence.

### Le régime prussien

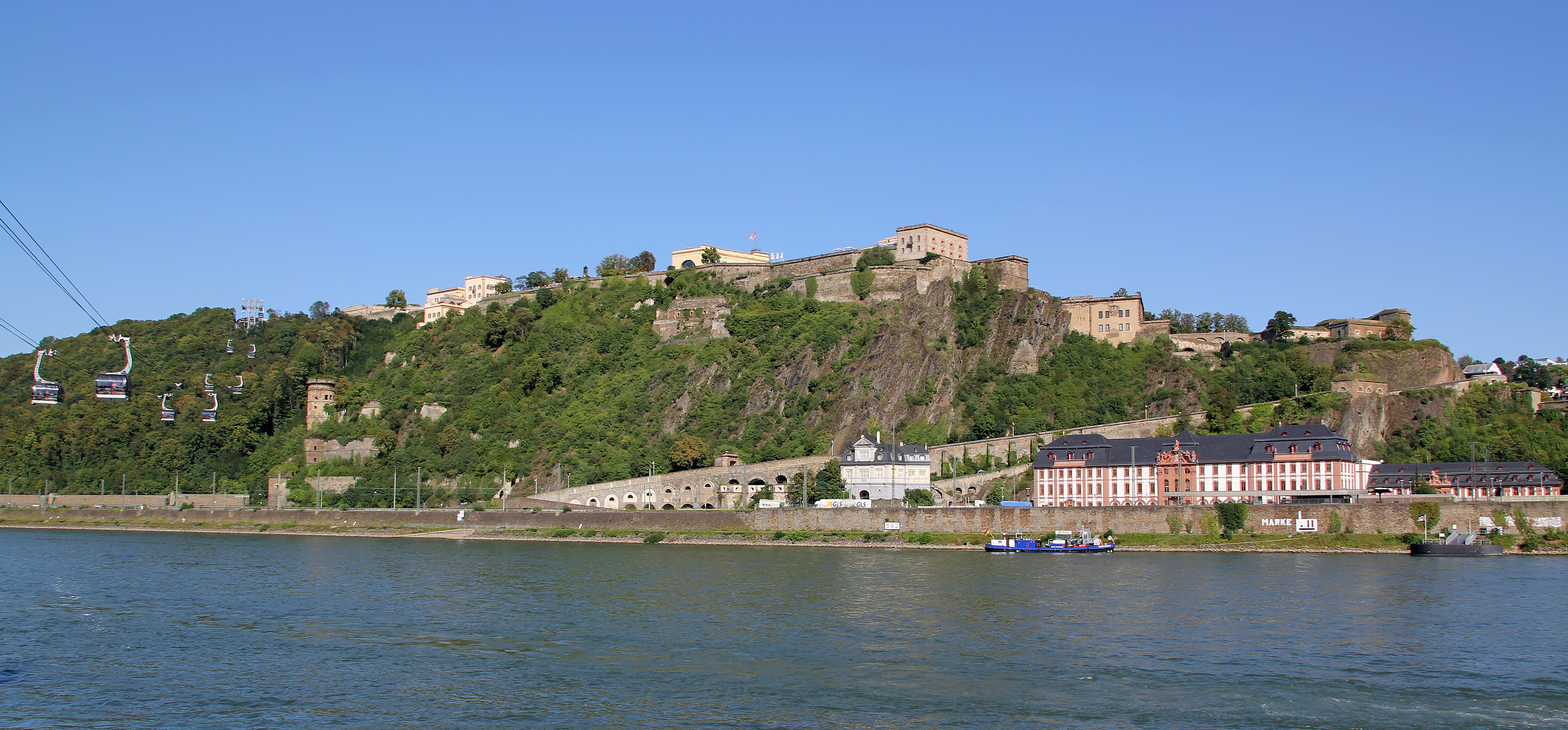
La forteresse Ehrenbreitstein.

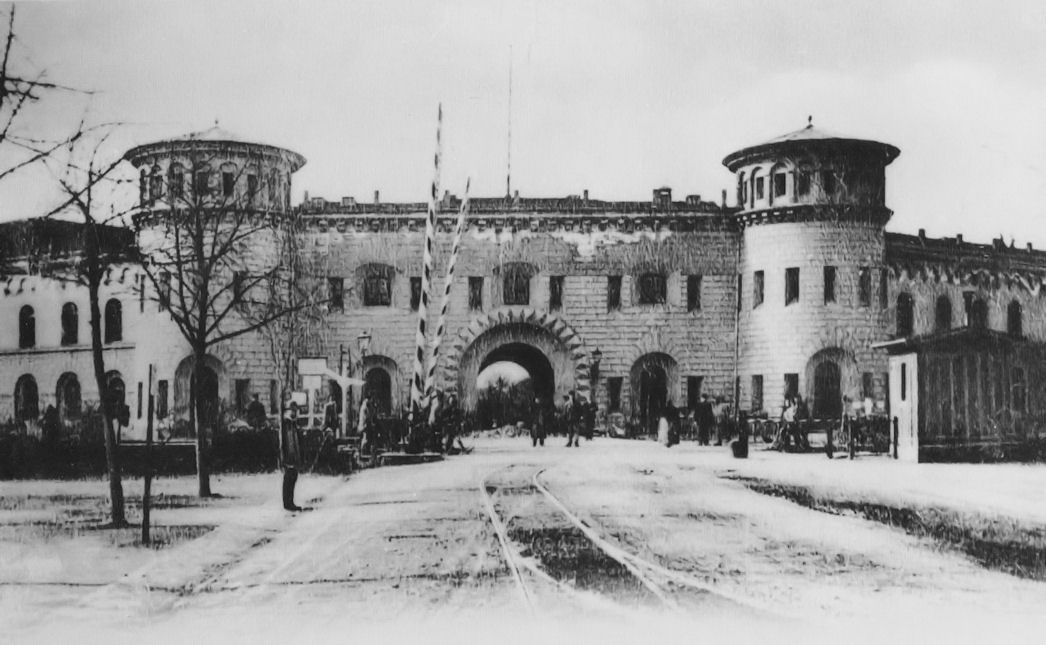
« Porte de Mayence » de la forteresse.

Selon les accords du congrès de Vienne en 1814/1815 les terres rhénanes de l’État princier de Trèves sont intégrées à la province du Rhin du royaume de Prusse. Le 11 mars 1815, le roi de Prusse Frédéric-Guillaume III donne l'ordre de « construire une nouvelle fortification pour la ville de Coblence et la forteresse d'Ehrenbreitstein ». Dans les années suivantes, une nouvelle fortification est élevée autour de Coblence. Elle est l'une des plus étendues d'Europe et tient compte des dernières évolutions scientifiques. Sa technique de construction est dite « néo-prussienne » ou « néo-allemande ». La ville gagne une nouvelle enceinte et les collines alentour sont parsemées de solides casemates. En lieu et place de l'ancien château-fort d'Ehrenbreitstein, les ingénieurs militaires Gustav von Rauch et Ernst Ludwig von Aster (de) élèvent une vaste citadelle, qui domine encore aujourd'hui la ville. Elle représente le bastion militaire le plus important et l'un des plus solides du Rhin.
Par la suite, d’autres fortifications sont construites, comme le Fort Asterstein (de) à Coblence, la fortification (de) de l'Empereur François à Lützel, ou celles (de) de l'Empereur Alexandre devancée par son fort Constantin sur le Karthause.
Avec la construction de la forteresse d'Ehrenbreitstein et de ses fortins sur la rive gauche du Rhin, l'ancien pont flottant, seul et unique moyen de traverser le Rhin, devient insuffisant. Un nouveau pont flottant est donc construit en 1819 entre Coblence et Ehrenbreitstein. Sur 36 barques de bois, ce pont franchit le Rhin sur une longueur de 325 mètres. Des travées sont aménagées afin de permettre le passage des navires. De 1841 jusqu'à sa destruction en 1945 pendant la Seconde Guerre mondiale, un pont flottant a continué à enjamber le Rhin.
Les ruines du château de Stolzenfels sont offertes en 1815 par la ville au prince royal, futur Frédéric-Guillaume IV de Prusse. Ce don n'est accepté par celui-ci qu’en 1823. Trois ans plus tard, il charge l’architecte Jean-Claude de Lassaulx d'ériger une église de style classique néo-roman. Il fait ensuite transformer le château en résidence d’été. Achevé sous sa forme actuelle en 1842 par Charles-Frédéric Schinkel, le style du château est influencé par le style néogothique anglais et romantique de Schinkel. Le 14 septembre 1842, Frédéric-Guillaume IV y emménage enfin.

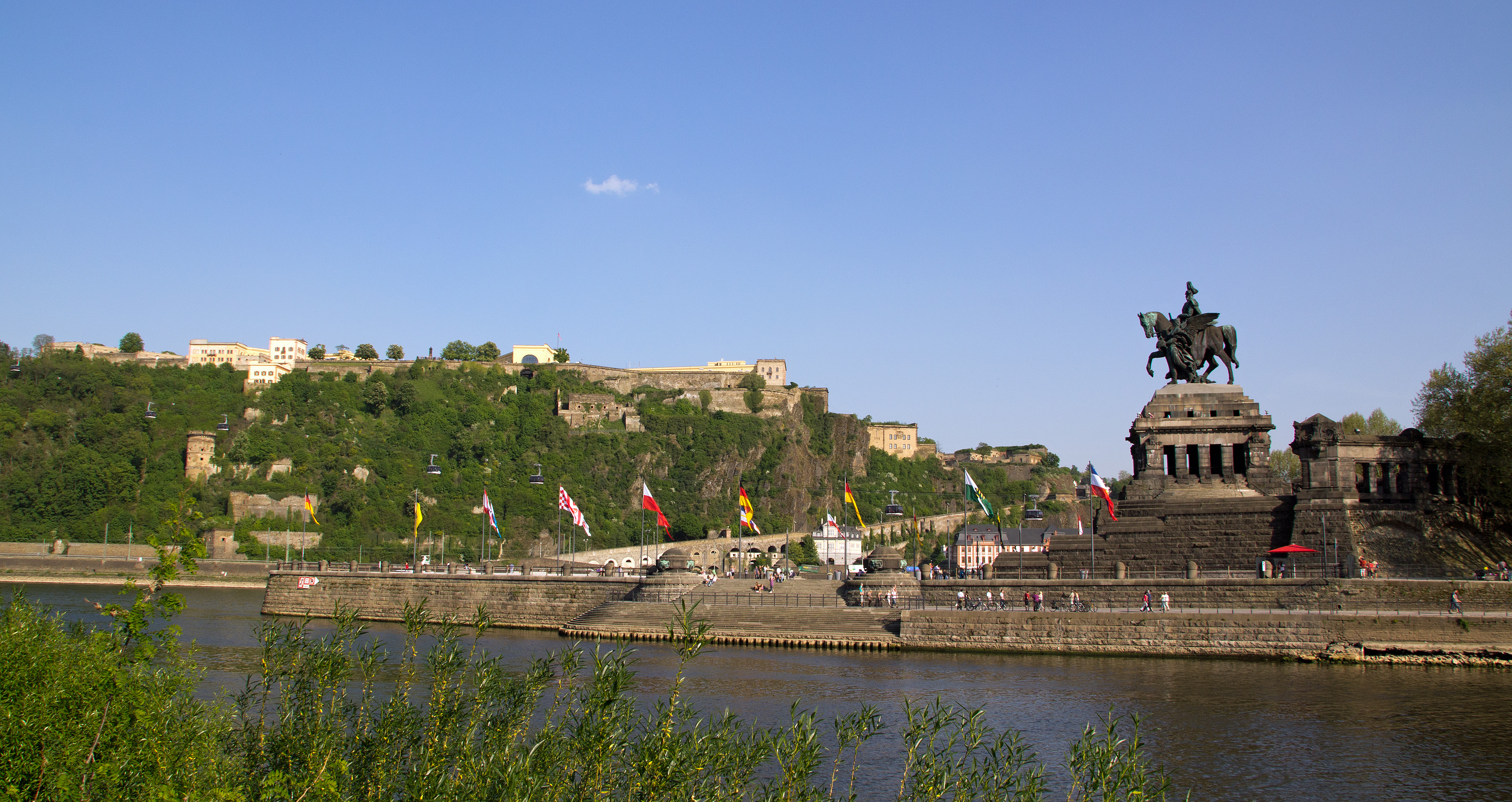
Deutsches Eck.

En 1858, le premier train traversa le nouveau pont de Coblence et le réseau de voies ferrées fut systématiquement aménagé à partir de 1864. À la suite du développement de l’armement et des techniques militaires, on renonça en 1890 à augmenter les fortifications de Coblence. 
 Plusieurs semaines après la mort de l’empereur Guillaume Ier (1888), l’administration entama un nouveau projet : l'édification d’un mémorial en l'honneur du défunt roi et empereur. Les travaux fondés sur les plans du professeur Hundrieser (de) et de l’architecte Bruno Schmitz durèrent de 1893 à 1897 sur les lieux du Deutsches Eck, suivi de l’inauguration du site par l’empereur Guillaume II.

### LeXXesiècle
À la fin de la Première Guerre mondiale, en novembre 1918, un conseil des ouvriers et des soldats se forma à Coblence, mais un mois plus tard les troupes américaines conquirent la ville et mirent fin au gouvernement des soviets. En 1919, à la suite des élections, le conseil municipal de Coblence accueillit, pour la première fois, des femmes en son sein. En 1923, le commandement des troupes militaires fut transféré par les Américains aux Français, qui à leur tour quittèrent la ville en 1929. L’année suivante, à l’occasion de la commémoration de la libération de la ville, le président du Reich Paul von Hindenburg honora la ville d’une visite. À la suite de la prise de pouvoir par les nazis en 1933, le maire Dr Hugo Rosendahl (de) fut forcé de quitter son poste.
Le pont historique de Balduin resta pendant longtemps l’unique moyen de traverser la Moselle, mais en raison de la croissance de la circulation il ne suffit bientôt plus, et au début des années 1930 il fut question de construire un deuxième pont par-dessus le fleuve, inauguré après deux ans de travaux en 1934 sous le nom de pont Adolf-Hitler (Adolf-Hitler-Brücke). Lors de la remilitarisation de la rive gauche du Rhin, des troupes allemandes furent de nouveau stationnées à Coblence en 1936. Sur la place devant la mairie un nouveau site d’intérêt public, le Schängelbrunnen (de), fut inauguré en 1941.

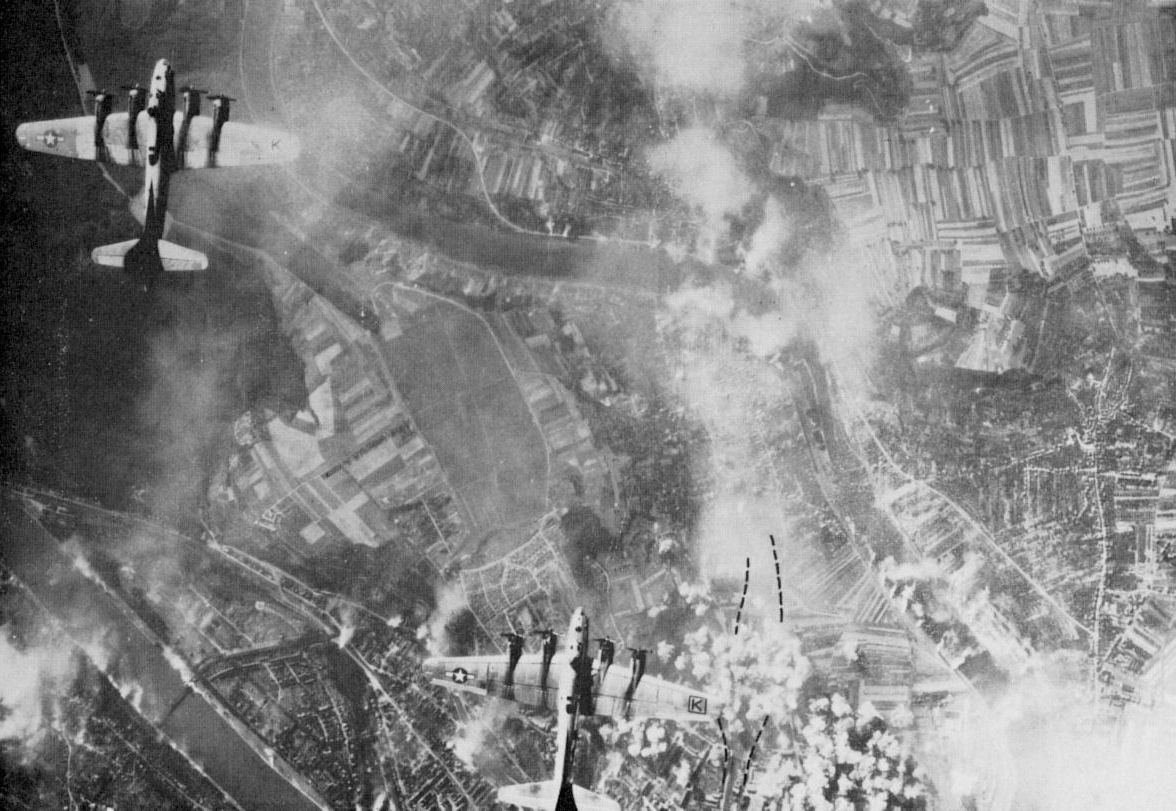
Bombardement de la US Air Force en 1944.

En 1942, 870 juifs furent déportés par les nazis à partir de la gare de Koblenz-Lützel. Le centre historique de Coblence fut détruit par un bombardement de la Royal Air Force en 1944, et la ville de nouveau occupée par des troupes américaines en 1945.
En accord avec les décisions prises lors de la conférence de Potsdam, l’autorité d’occupation fut transférée des Américains aux Français et en 1946 le Land de Rhénanie-Palatinat fut fondé. La première session de l’Assemblée consultative provinciale (Beratende Landesversammlung) se tint le 22 novembre 1946 dans le théâtre, celle du Landtag dès le 4 juin 1947 dans la grande salle de l’hôtel de ville de Coblence, qui devint, à partir de ce moment, la capitale du nouveau Land. Wilhelm Boden fut élu au poste de ministre-président de Rhénanie-Palatinat, mais à peine un mois plus tard Peter Altmeier prit sa succession. C'est pendant la conférence du Rittersturz, tenue à Coblence en 1948, que fut fondée la République fédérale d’Allemagne, selon la décision des trois forces d’occupation de l’Allemagne de l'Ouest de coopérer et quitte à provoquer une séparation, au moins temporaire, de la zone soviétique.
En 1950, le Parlement régional se prononça en faveur d’un transfert du siège du gouvernement à Mayence.
En 1953, le président Theodor Heuss déclara le site du Deutsches Eck, mémorial de l’unification allemande. À la place de la statue de l’empereur Guillaume Ier, détruite par des feux d’artillerie en 1945, on installa le nouveau drapeau allemand.
À la suite de la nouvelle fondation d’une armée allemande, les casernes de Coblence furent de nouveau peuplées et la ville devint le siège de garnison le plus important de l'Allemagne de l'époque de la guerre froide. De nos jours, Coblence est toujours la ville la plus importante en termes de stationnement des forces armées allemandes.
En 1962, le nombre d’habitants dépassa la barre des 100 000. Entre 1969 et 1975 se réalisa le projet le plus important d'ouvrage d'art : le pont du Sud (de) traversant le Rhin. Le dernier projet de ce genre, le pont Kurt-Schumacher (de), sur la Moselle, fut achevé en 1990. Deux ans plus tard, la ville célébra l’anniversaire de ses 2 000 ans d'existence, et après de longues controverses la statue restituée de l’empereur Guillaume Ier fut inaugurée en 1993.

### LeXXIesiècle
En 2002, la vallée du Haut-Rhin fut déclarée patrimoine mondial par l’UNESCO. Cette partie romantique du Rhin avec ses innombrables châteaux et vignes s’étend sur une distance de 65 km sur les bords du Rhin entre Bingen, Rüdesheim et le centre historique de Coblence, le château des souverains princiers, le château de Stolzenfels, l’ancien châtelet, le Deutsche Eck et les anciennes fortifications de l'époque prussienne.

## Démographie

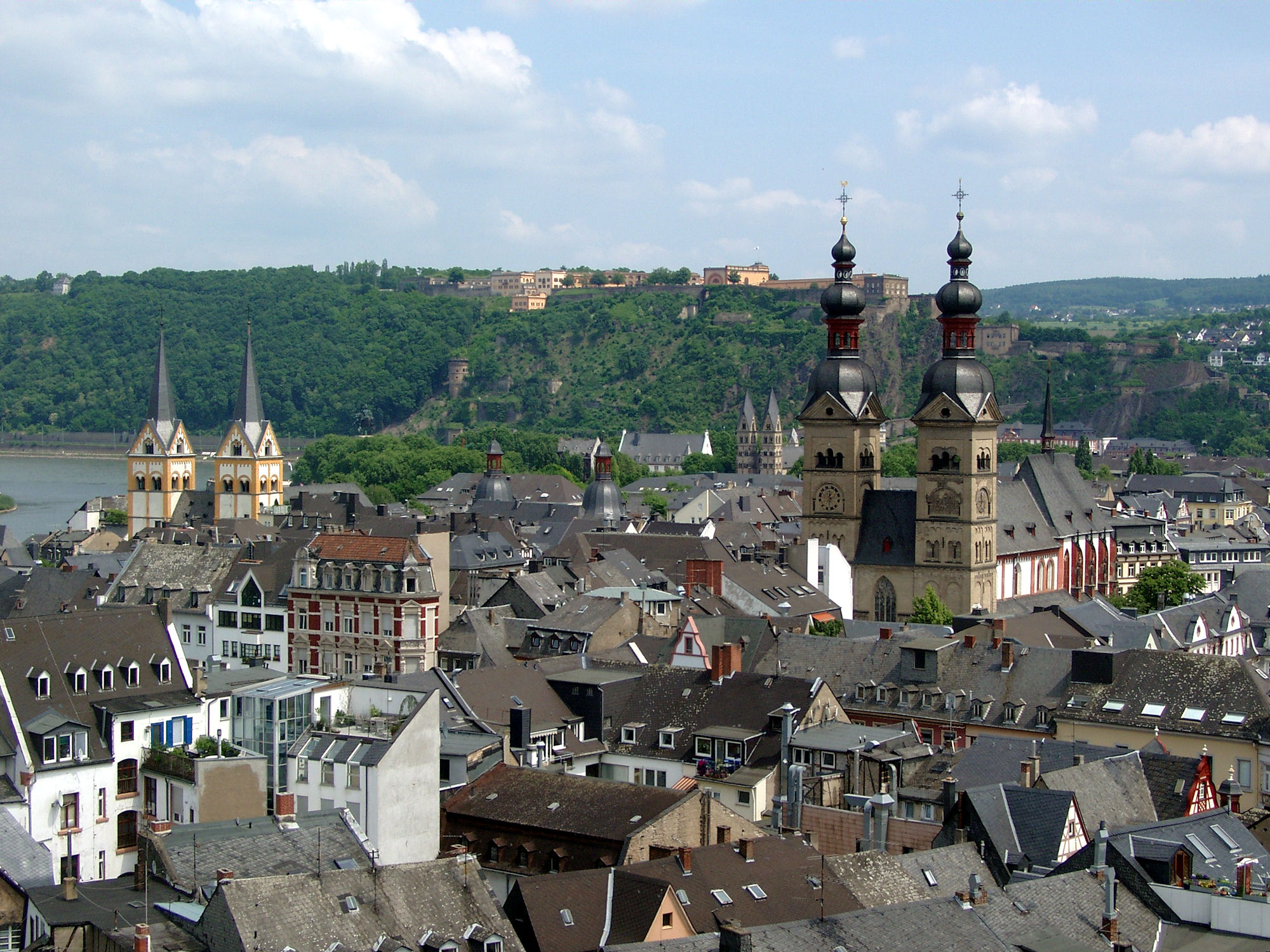
Centre de Coblence.

Décompte de population locale aux dates indiquées. Résultat des recensements (¹) ou données extrapolées par les instituts statistiques compétents ou par la ville elle-même.
| Année        | Population | Année        | Population |
| ------------ | ---------- | ------------ | ---------- |
| 1469         | 1 193      | 01/12/1910 ¹ | 56 328     |
| 1663         | 1 409      | 08/08/1919 ¹ | 56 676     |
| 1778         | 7 475      | 31/12/1920   | 59 549     |
| 1800         | 7 992      | 16/06/1925 ¹ | 58 322     |
| 1808         | 11 077     | 1930         | 62 833     |
| 1812         | 11 793     | 16/06/1933 ¹ | 65 257     |
| 1820         | 11 324     | 01/07/1937   | 85 983     |
| 1836         | 13 307     | 17/05/1939 ¹ | 91 110     |
| 1846         | 19 475     | 30/10/1946   | 53 062     |
| 1852         | 22 033     | 13/09/1950 ¹ | 66 444     |
| 1861         | 22 175     | 06/06/1961 ¹ | 99 240     |
| 01/12/1871 ¹ | 24 902     | 27/05/1970 ¹ | 119 434    |
| 01/12/1885 ¹ | 31 669     | 30/06/1975   | 118 900    |
| 01/12/1890 ¹ | 32 664     | 30/06/1980   | 116 902    |
| 01/07/1891   | 37 273     | 30/06/1985   | 111 100    |
| 02/12/1895 ¹ | 39 639     | 27/05/1987 ¹ | 108 247    |
| 01/12/1900 ¹ | 45 146     | 31/12/1990   | 109 648    |
| 01/04/1902 ¹ | 49 317     | 31/12/1995   | 109 242    |
| 1905         | 53 902     | 31/12/2000   | 107 641    |

La population est répartie sur une surface de 105 km2. La densité de population atteint donc 1 060 personnes au km2.

## Culture

### Lieux et monuments
La ville possède un grand nombre de lieux et monuments remarquables.

#### Musées
En tant que ville de la Grande Région (regroupant Rhénanie-Palatinat, Sarre, Lorraine, Région wallonne et Luxembourg), Coblence a participé au programme de l'année européenne de Luxembourg, capitale de la Culture 2007.
- Musée de la vallée moyenne du Rhin.
- Maison de la mère de Beethoven
- Musée du Carnaval Rhénan de Coblence (dans les lieux du fort Constantin)
- Musée régional de Coblence (sur la fortification d’Ehrenbreitstein)
- Musée de la Poste du Rhin
- Musée du Rhin, musée d’Histoire de la Civilisation et de la Navigation
- Musée du château de Stolzenfels
- Collections d’Études sur les Techniques de Défense de Coblence
- Musée Louis (de) (dans la maison Deutschherrenhaus)

##### Châteaux
- Château des Princes-Électeurs
- Château de Stolzenfels
- Vieux château

##### Théâtres

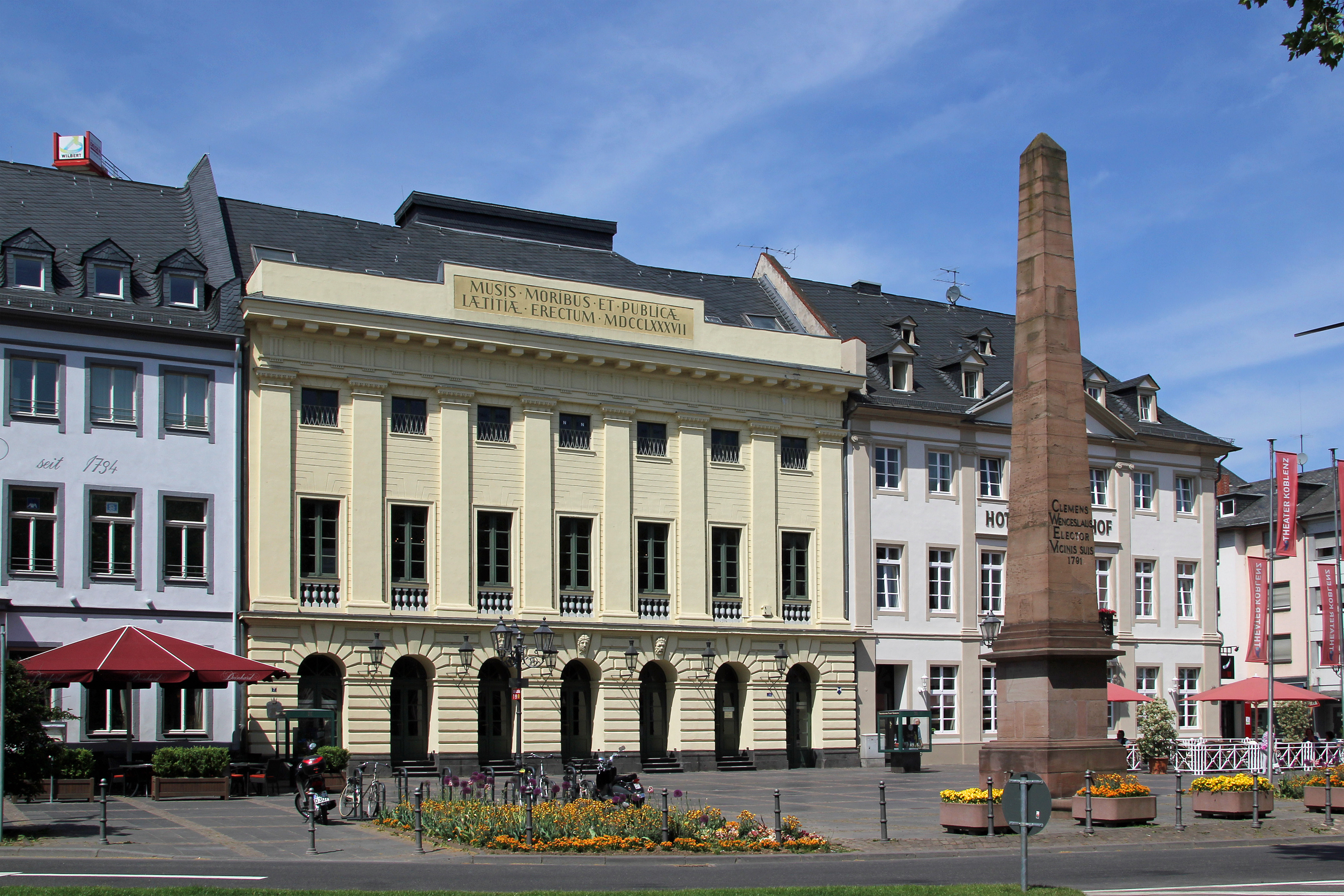
Théâtre municipal de Coblence.

- Théâtre municipal de Coblence
- Théâtre Intime
- Théâtre Kulturfabrik
- Maison de Konrad

##### Édifices religieux
- Basilique Saint-Castor
- Église Saint-Florin
- Église Notre-Dame
- Église Saint-Joseph
- Église des jésuites
- Église du Sacré-Cœur
- Couvent des Capucins

##### Autres lieux
- Fort Constantin
- Forteresse d'Ehrenbreitstein
- Grand cimetière
- Cimetière juif
- Parc des sports d'Oberwerth
- Maison Metternich

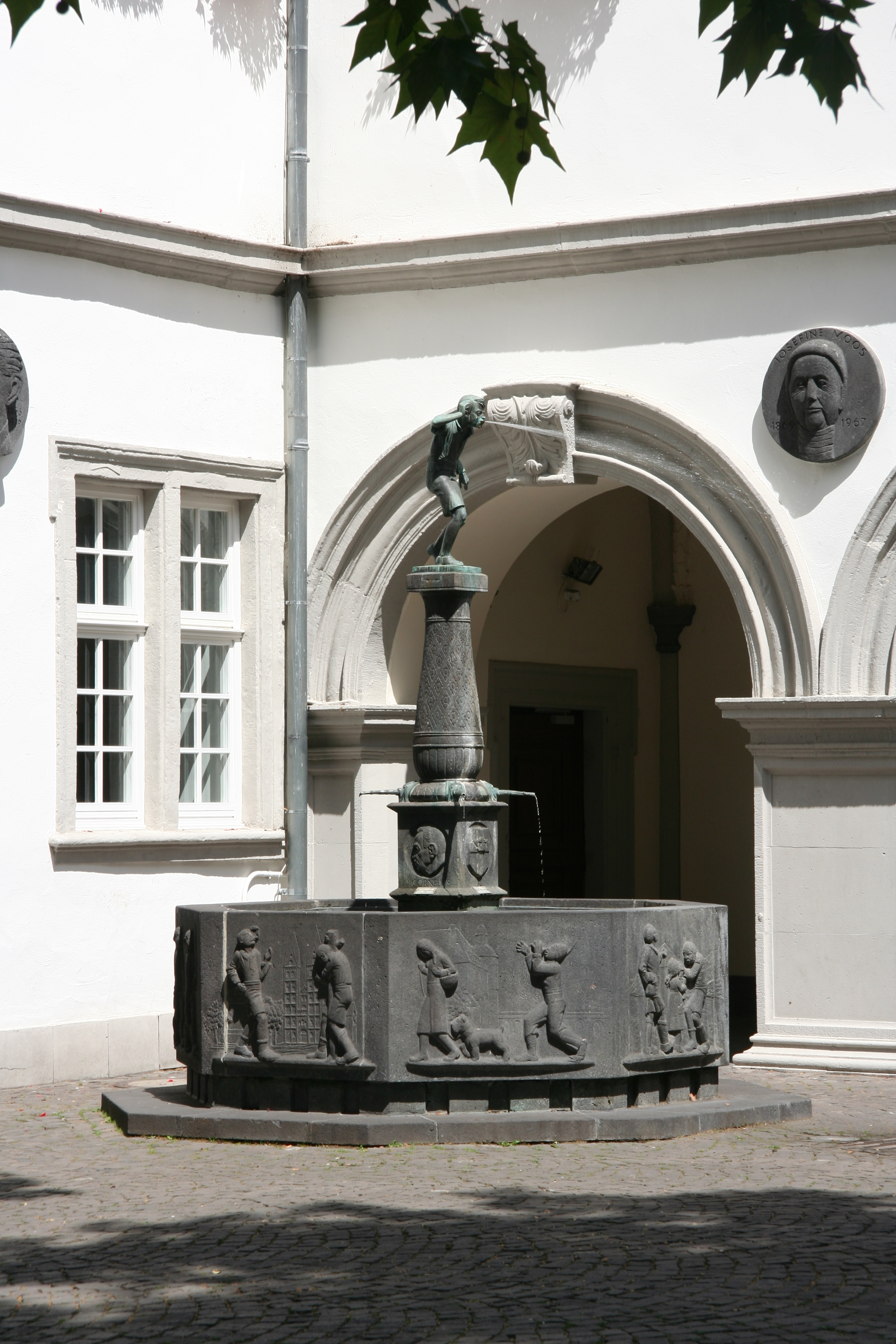
La fontaine du Schängel.

- Deutsches Eck, lieu de confluence entre la Moselle et le Rhin
- Pont de Baudouin
- Siège du gouvernement du Haut-Rhin, siège du pouvoir politique de la Rhénanie prussienne.
- Fontaine du (de) Schängel (située dans la cour de l'hôtel de ville et surmontée de la statue d'un petit garçon farceur s’amusant à cracher de l’eau).

#### Le carnaval de Coblence

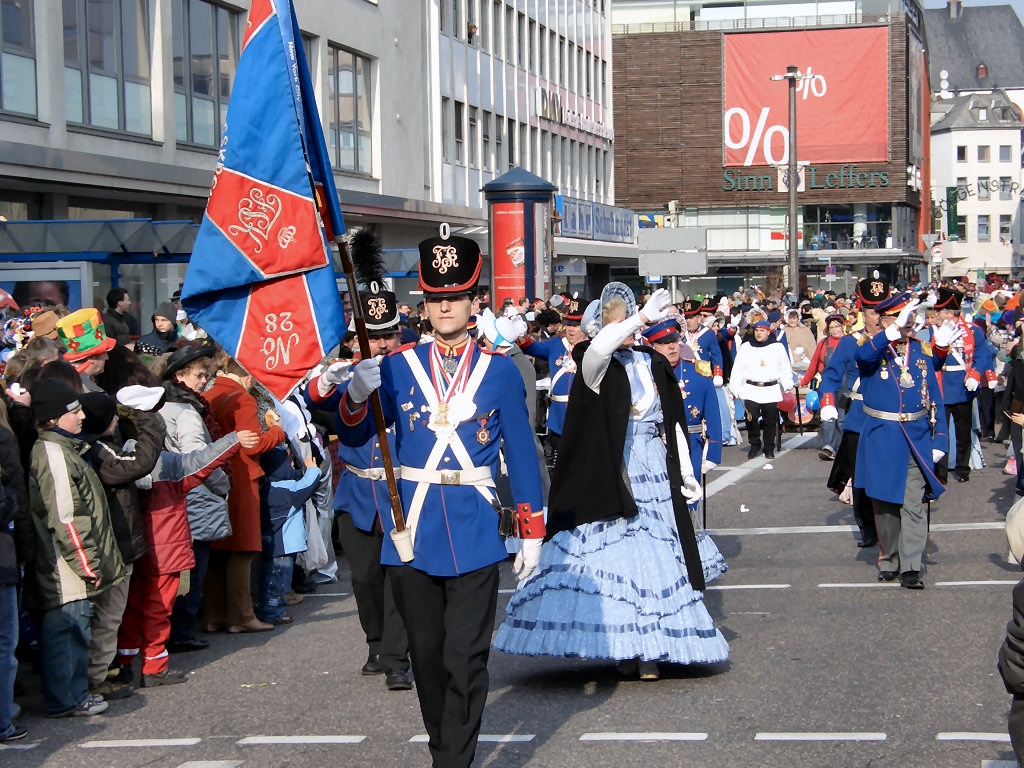
Cortège carnavalesque de 2005.

Depuis le XIIIe siècle, à l’initiative du moine Caesarius, des manifestations carnavalesques ont lieu au Deutsches Eck mais cette coutume religieuse se perd lors de la guerre de Trente Ans. Malgré la destruction, le rationnement et de nombreuses victimes, la tradition carnavalesque connaît une renaissance en 1688, cette fois d’un caractère plus moderne, marqué par le faste princier. Avec l’occupation de la ville par les troupes de Napoléon, le carnaval prend également une nature plus bourgeoise.
À la suite de la défaite de Napoléon et de la reprise du territoire par les Prussiens en 1815, le carnaval voit naître en 1823 une nouvelle étape de son histoire, probablement la plus importante, celle sous l’influence de la réforme du carnaval émanant de Cologne. La réforme implique une organisation des manifestations à Coblence et entraîne la fondation de nombreuses associations. L’obstination bourgeoise et la volonté d’établir une administration indépendante forment un contraste avec le principe prussien de raison d’État, phénomène qui se fait également remarquer par une paralysie du développement de la dite Cinquième Saison au début du XIXe siècle. Même si en 1827 les habitants parviennent toujours à organiser un défilé, les libertés des manifestations sont bientôt restreintes par des limites bureaucratiques.
Ce n’est qu’en 1860 que les relations entre les participants et l’autorité publique se détendent. Malgré des interruptions temporaires à la suite de crises politiques et un certain désintérêt de la population à son égard au tournant du siècle, la tradition revit grâce à son effet stimulant sur l’économie et le tourisme. Après une cessation totale des manifestations durant la Seconde Guerre mondiale, l’intérêt reprend et s’accroît jusqu’à nos jours.
De nos jours le moteur principal des manifestations est une association (Arbeitsgemeinschaft Koblenzer Karneval). La gamme s’étend de manifestations en salle et séances, au défilé du Lundi Gras traversant l’entité du centre-ville, de même que l’élection du prince et de sa « Dame Confluentia », l’occupation de l’hôtel de ville et de la caserne de Falkenstein par les masqués sous la direction du « Conseil des Onze » et des Régents des Journées de Folie ».

#### Tradition vestimentaire

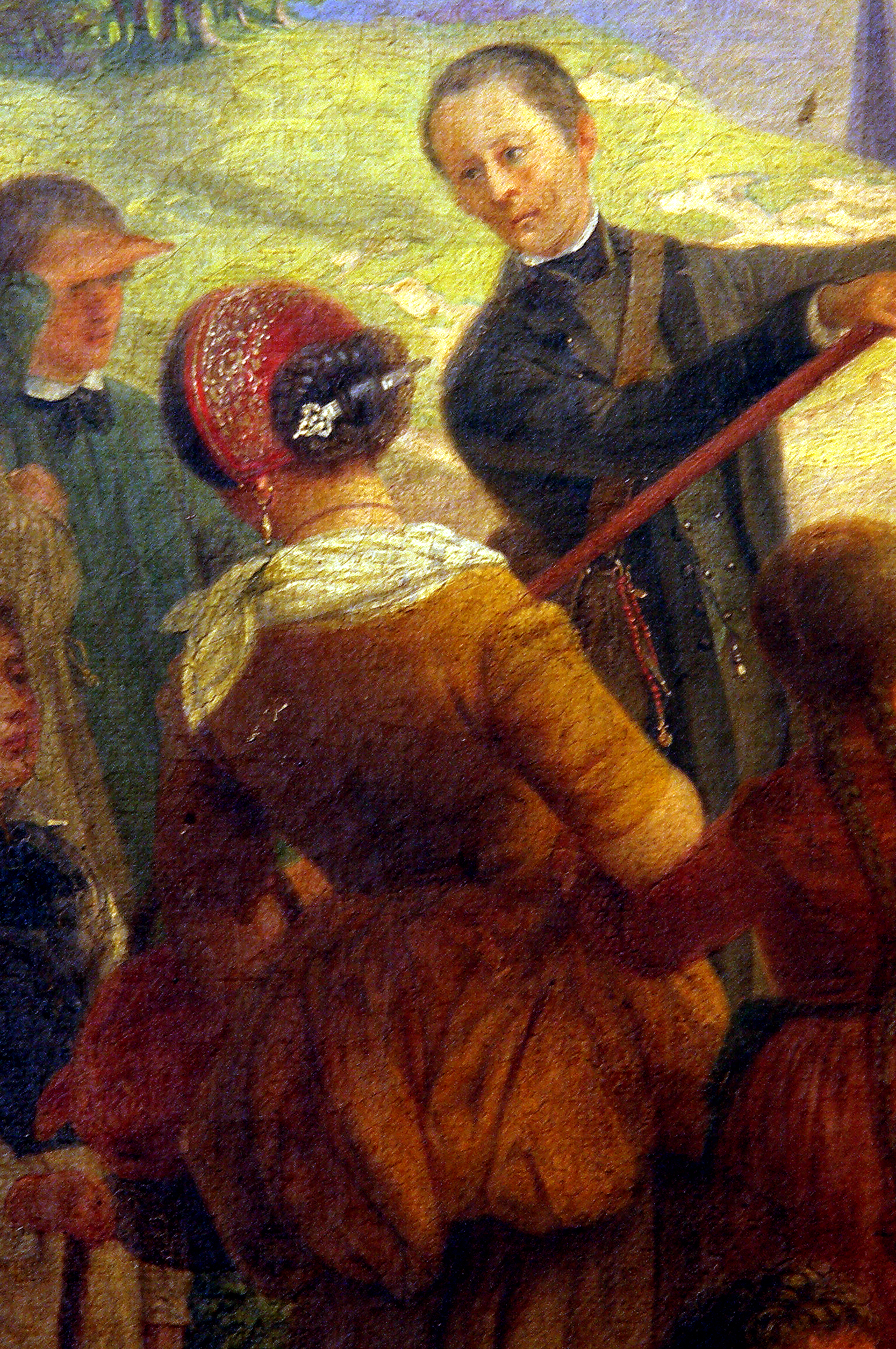
Coiffure avec la flèche de vertu et son petit bonnet ; 1847.

La flèche de la vertu (Tugendpfeil) est une large épingle à cheveux en or ou argent de la coiffure féminine de Coblence et de la rive gauche du Rhin jusqu'au début du XXe siècle. Elle était traditionnellement portée par les jeunes filles catholiques entre la puberté et le mariage.

#### Manifestations régulières
- Février : défilé du carnaval (de)
- Mars : journée de la Littérature (de) (annuel) et remise du prix de la Littérature de Coblence (triennal)
- Avril à septembre : saison du village du vin (de)
- Avril/mai : fête de la Floraison et du Vin à Coblence-Güls
- Mai :
  - fête du Mai de Karthause
  - Lichtströme (de), parcours artistique
  - journée de la Culture à Ehrenbreitstein
  - tour de Rhénanie-Palatinat[réf. nécessaire]
  - masters sur terrain couvert des écoles[réf. nécessaire]
- Mai/juin : (Pentecôte) Koblenz International Guitar Festival & Academy
- Mai/juin : soirées sérénades dans la cour des fleurs
- Mai à septembre : kermesses dans plusieurs quartiers
- Juin :
  - marathon du Rhin (de)
  - journée Tal Total du renoncement à l’automobile
- Juin/juillet :
  - course des entreprises de Coblence (de)
  - AnimaniA[réf. nécessaire]
- Juillet :
  - fête du centre-ville ancien
  - course de bateaux-dragons
  - Weltmusikfestival Horizonte (de), festival de musiques du monde et alternative à Ehrenbreitstein
- Août :
  - fête des artistes de la rue (de)
  - Rhin en flamme (chaque premier samedi)
  - Christopher Street Day (troisième week-end du mois)
- Septembre :
  - nuit blanche au musée
  - fête du vin à Coblence-Lay (de)
  - journée Mendelssohn
  - marché Schängel de Coblence
- Octobre :
  - « bruits de Coblence »
  - fête de grâces pour la récolte
- Novembre :
  - journée de la vidéo et du film
  - défile de saint Martin pour les enfants
- Novembre/décembre : marché de Noël

### Religion
En raison de son appartenance à l'électorat de Trèves, la ville a été administrée pendant des siècles par les archevêques catholiques qui en firent leur lieu de résidence. Pendant la Réforme, il n'y avait que quelques paroissiens protestants dans les communes environnantes. En 1784, sous le prince-électeur Clément Wenceslas de Saxe, au travers d'un édit de tolérance, les riches protestants sont officiellement acceptés et leur installation officialisée. L'archevêché de Trêves est annexé à la France de 1793 à 1814. En 1802, les protestants reçoivent l'ancien cloître de St Görgen comme lieu de culte. En 1814, le Congrès de Vienne donne la rive gauche du Rhin à la Prusse dont le roi et la population sont protestants. Coblence en devient le chef-lieu tandis que le nombre de pratiquants protestants augmente fortement. En 1902 s'érige finalement une église du Christ. Aujourd'hui, les pratiquants évangéliques qui ne sont pas membres d'une église libre appartiennent au diocèse de Coblence de l'église évangélique du Rhin.
Les paroissiens catholiques font partie du doyenné de Coblence, au sein de la région de Coblence du diocèse de Trèves. Dans le quartier d'Arenberg se trouve le couvent éponyme, où vivent les sœurs dominicaines de sainte Catherine de Sienne. À Pfaffendorf se trouve le couvent Bethléem des sœurs de la communauté des Clarisses capucines de l'adoration perpétuelle. Fondé en 1904 par la Mère M. Ignatia von Herling, il fut détruit aux deux tiers en 1944 et habité à nouveau par les sœurs à partir de 1953.

### Bibliothèques
- Bibliothèque rhénane du Land de Coblence
- Bibliothèque municipale de Coblence
- Bibliothèque universitaire de Coblence Landau

## Administration

### Administration publique
- Archives nationales
- Institut national d’hydrographie
- Inspection des Eaux et de la Navigation
- Inspection de la Police fluviale de Rhénanie-Palatinat
- Office de topographie et d’information élémentaire géodésique de Rhénanie-Palatinat
- Tribunal d’Instance du Lande de Coblence
- Tribunaux de Première Instance, du Land, du Travail et des Affaires sociales
- Prison de Karthause

### Armée
Jusqu’à la fin des années 1990, la ville de Coblence était la plus importante ville de garnison en Allemagne. Malgré la fermeture de plusieurs casernes depuis, le territoire de Coblence compte nombre d’établissements militaires et civils de l’Armée fédérale en ces lieux :
- Office fédéral des Techniques de Défense et des approvisionnements
- Centre d'essais techniques pour vehicules et chars à Treves - WTD 41 (filiale à Coblence)
- Office fédéral de Gestion d’Informations et Technique d’Informations de l’Armée (IT-Amt)
- Centre de l'éducation morale et politique (Zentrum für Innere Führung)
- État-Major du commandement de l'armée de terre (Heeresführungskommando - dissous)
- Centre hospitalier et pharmaceutique national de l’Armée de Coblence
- Institut central des services de santé de l’Armée (dissous)
- Bataillon pour information opérationnelle 950 (dissous)
- Corps de Musique de l’Armée à Coblence (Heeresmusikkorps Koblenz)
- Bureau cantonal de recrutement et administration de garnison de Coblence (Kreiswehrersatzamt - dissous)
- État Major des Troupes Sanitaires (Kommando Sanitätsdienst der Bundeswehr)
- École supérieur de l’Armée de Coblence (Bundeswehrfachschule)
- Casernes de Falckenstein, du Rhin, de Gneisenau et d’Augusta
- Hôpital central militaire

#### Bundeswehr à Coblence
- État-major du IIIe corps d'armée
- État-major du 15e brigade blindé
- État-major du 34e brigade blindé
- Compagnie état major du commandement d'artillerie du IIIe corps d'armée
- Compagnie état major du commandement d'artillerie anti-aérienne du IIIe corps d'armée
- Compagnie état major du commandement du génie du IIIe corps d'armée
- Compagnie état major du commandement de transmission du IIIe corps d'armée
- Compagnie état major du commandement de matériel du IIIe corps d'armée
- Compagnie état major du commandement de sanitaire du IIIe corps d'armée
- 151e bataillon de chars de combat
- 153e bataillon de chars de combat
- 343e bataillon de chars de combat
- 344e bataillon de chars de combat
- 340e compagnie de chars antitank
- 342e bataillon de grenadiers blindé
- 310e bataillon du génie
- 320e bataillon du génie
- 340e compagnie du génie blindé
- 310e bataillon de transmission
- 330e bataillon de transmission
- 5e bataillon de matériel
- 330e bataillon de matériel
- 370e bataillon de matériel
- 340e compagnie de matériel
- 340e compagnie du train
- 2/360e compagnie de pontonniers
- 252e compagnie de police militaire

### Villes jumelées
| - Nevers (France) depuis 1963 - Haringey (Angleterre) depuis 1969 - Norwich (Angleterre) depuis 1978 - Maastricht (Pays-Bas) depuis 1981 | - Novare (Italie) depuis 1991 - Austin (États-Unis) depuis 1992 - Petah Tikva (Israël) depuis 200 - Varaždin (Croatie) depuis 2007 |

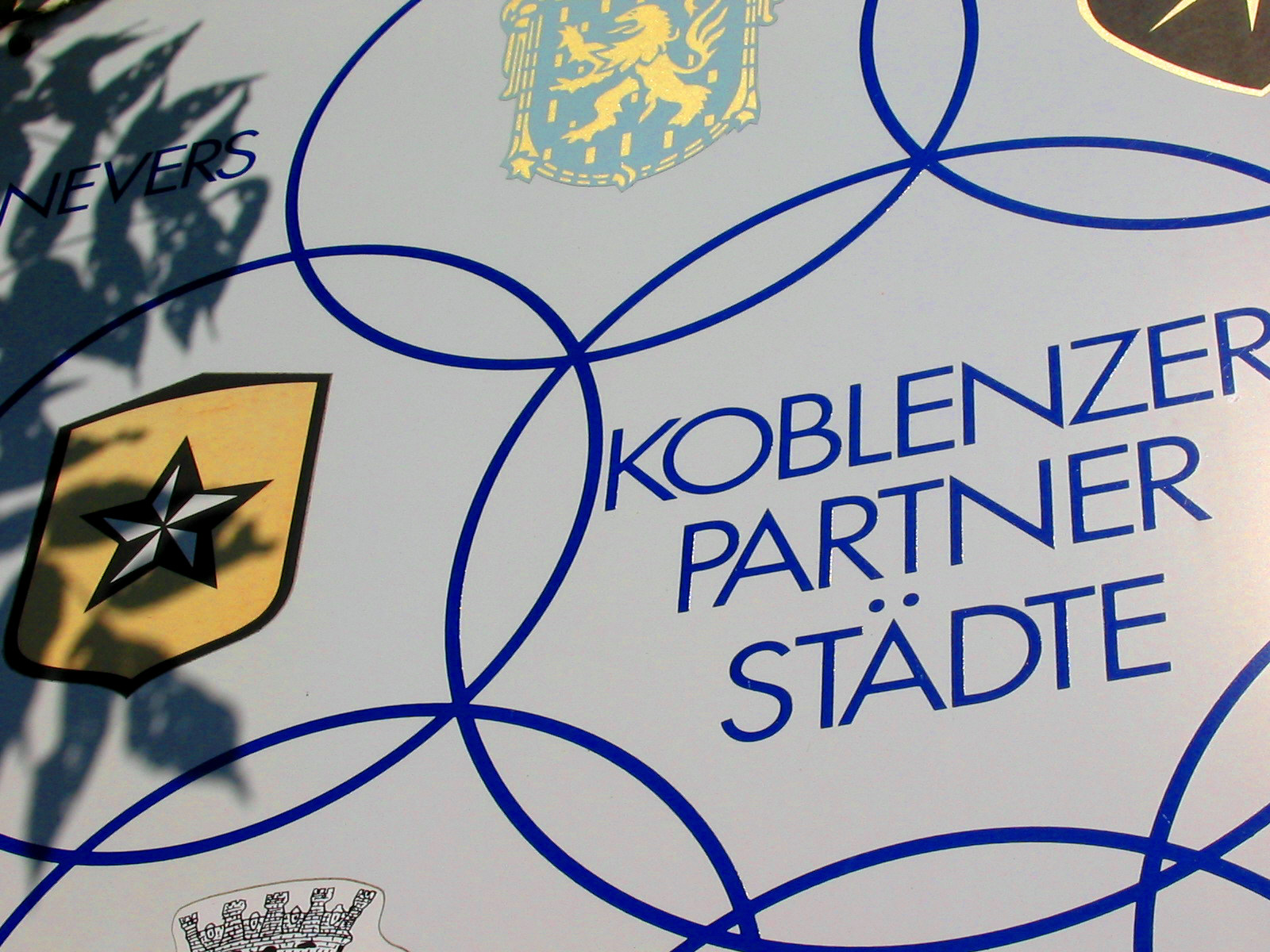
Panneau des jumelages à l'entrée du pont sur le Rhin.

Dans ce cadre les principales manifestations sont des visites de groupes de jeunes et de délégations à l’occasion des principales fêtes de la ville (défilé du Lundi Gras, fête du centre-ville ancien), ainsi que des échanges entre élèves et des stages organisés par les écoles, afin de familiariser les jeunes avec la culture et les coutumes de l’autre pays.

## Sport
Les nombreux espaces verts invitent à la pratique des sports de plein air. Plus de 42 000 habitants sont inscrits dans les quelque 150 associations sportives, qui proposent plus de 50 activités. Aucune ville allemande d’une taille comparable ne fait preuve d’un degré d’organisation plus élevé dans ce domaine. Avec une capacité de 17 084 places assises, le stade d’Oberwerth, dont la construction s’acheva en 1936, représente un des terrains de sport les plus importants des environs.

## Économie
L'industrie de la sous-traitance mécanique et automobile, ainsi que le développement de logiciels et l'administration publique sont les principaux employeurs de la ville.
À mentionner particulièrement :
- Corus Aluminium Rolled Products : composantes d’aluminium pour l’aéronautique, la navigation et l’automobile
- TRW Automotive : système de sécurité pour automobiles ; siège principal pour les systèmes de freinage
- Stabilus : manufacturier de ressort à gaz, par exemple pour coffre d’automobile
- CompuGROUP AG : numéro 1 de marché en Allemagne pour logiciel de facturation dans le secteur médical
- Brasserie Königsbacher, au jourd'hui Koblenzer Brauerei
- Debeka : assurance & épargne logement
- Centre commercial de Löhr (Löhr-Center)

## Transports
Entourée d’axes autoroutiers, telles que l’A61 de Ludwigshafen à Mönchengladbach à l’ouest, l’A48, jonction entre l’A1 de Sarrebruck à Cologne et l’A3 de Francfort à Cologne, au nord, la ville de Coblence est traversée par les routes nationales B9, B42, B49, B416 et B258.
La gare centrale desservie par les ICE se situe sur la ligne entre Bonn et Mayence, mais aussi de la ligne principale sur la rive droite du Rhin de Wiesbaden à Cologne (lignes 2324 et 3507). Jonction entre la ligne en direction de Trèves, puis Luxembourg et Sarrebruck, le long de la Moselle et celle en direction de Limburg et Gießen, le long du Lahn, Coblence a perdu en importance, comme nœud ferroviaire, depuis la mise en service de la LGV Cologne - Francfort.
À une heure de route des aéroports internationaux de Cologne et Francfort, relativement proche de celui de Francfort-Hahn, le petit aéroport de Winningen, seulement à quelques minutes de distance, connaît également une affluence non négligeable pour les voyages d’affaire au niveau régional.
Grâce à son orientation stratégique au confluent du Rhin et de la Moselle, Coblence est facilement accessible par voie fluviale. Le prochain port de marchandises dans la zone industrielle de Port du Rhin sert comme nœud de transport entre les voies routières, ferroviaires et fluviales.
En matière de transport public, Coblence est desservi par plusieurs lignes de bus de la compagnie électrique de Coblence, de la société anonyme de transport, ainsi que d’autres fournisseurs de transports publics. La ville fait partie du réseau de transport public Rhin et Moselle. De 1899 à 1967 la ville était également pourvue d’un réseau étendu de tramways.

## Médias
Siège d’un studio des émetteurs de radiodiffusion public du sud-ouest (SWR) et privé RPR, ainsi que local, tels qu’Antenne de Coblence, y sont également présentes deux stations de télévision locales Canal 10 et Canal Coblence. Dans le domaine de la presse écrite sont à mentionner le quotidien Journal du Rhin (Rhein-Zeitung) et les hebdomadaires Schängel de Coblence et le Moniteur Municipal de Coblence (Koblenzer Stadt-Anzeiger). Pour information sur l’agenda et les manifestations de la région sont à recommander les magazines virtuels Konnect et RZ-Online.

## Enseignement supérieur
- L’université de Coblence et Landau, fondée en 1990 pour succéder à l’École supérieure d’études pédagogiques de Rhénanie-Palatinat avec des instituts sur Coblence et Landau, ainsi que son Comité directeur à Mayence, où étaient situés la direction de l’école et le centre de gestion. À côté des disciplines pédagogiques résultant du temps de l’école supérieur pédagogique, l’enseignement se centre sur la gestion informatique, principalement pour sciences sociales et gestion d’entreprise, et une discipline unique pour toute l’Allemagne Computervisualistik (l'« informatique visuelle »).
- L’école supérieure professionnelle de Coblence (de), fondée en 1971 en relation avec l’établissement supérieure professionnel de Rhénanie-Palatinat, puis détaché en 1996, la gamme des disciplines proposées par l’établissement s’étend à l’architecture, l’aménagement urbain, la construction publique, la gestion économique, l’électrotechnique, la technique informatique, la construction mécanique, ainsi que les sciences sociales.
- L'école supérieure de commerce WHU - Otto Beisheim School of Management, désormais située à Vallendar (à environ 7 km de Coblence), classée no 1 en Allemagne et no 3 dans le monde d'après le Financial Times[8] 2013.

## Personnalités

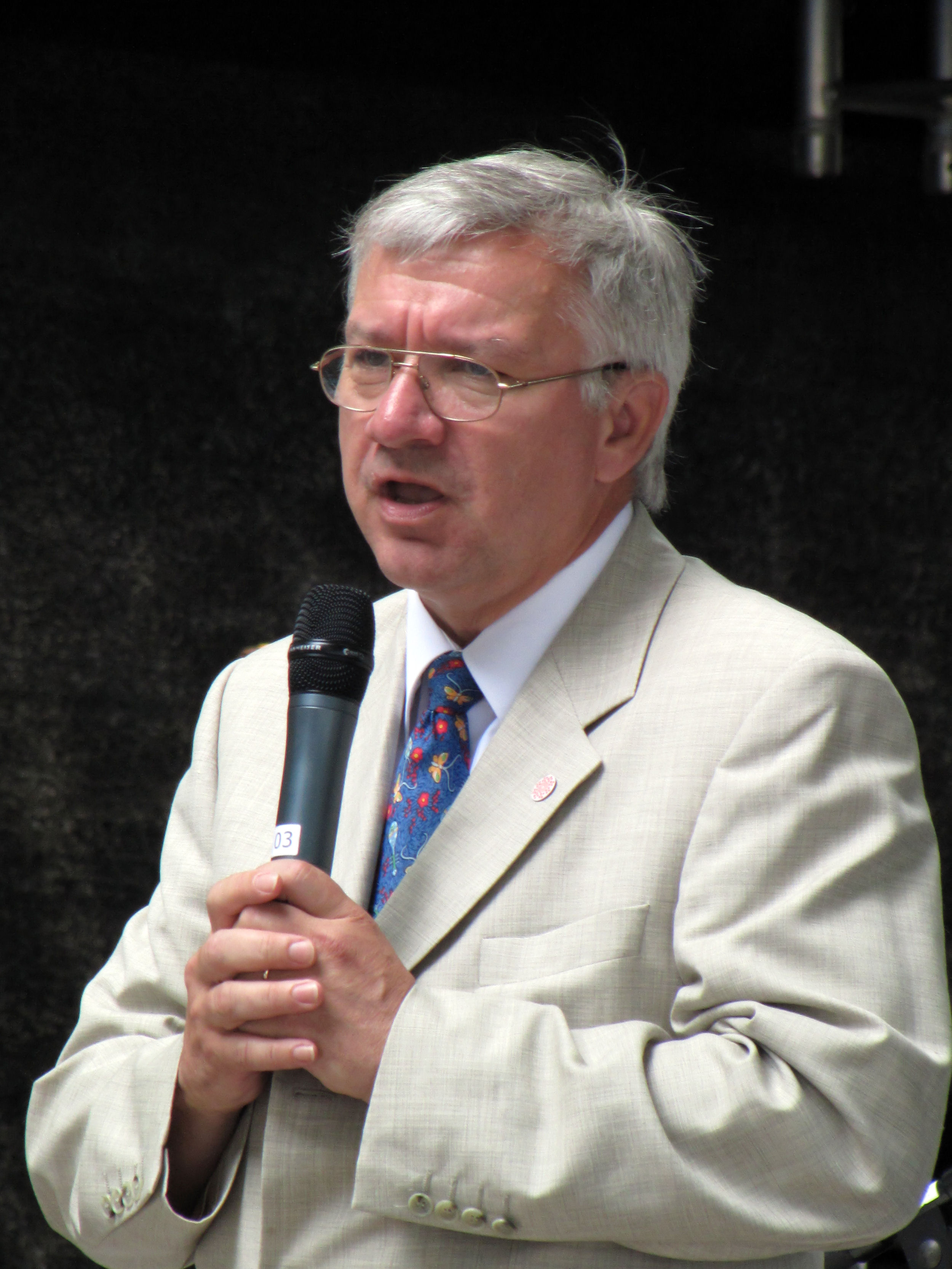
Prof. Dr Joachim Hofmann-Göttig, ancien maire de Coblence.

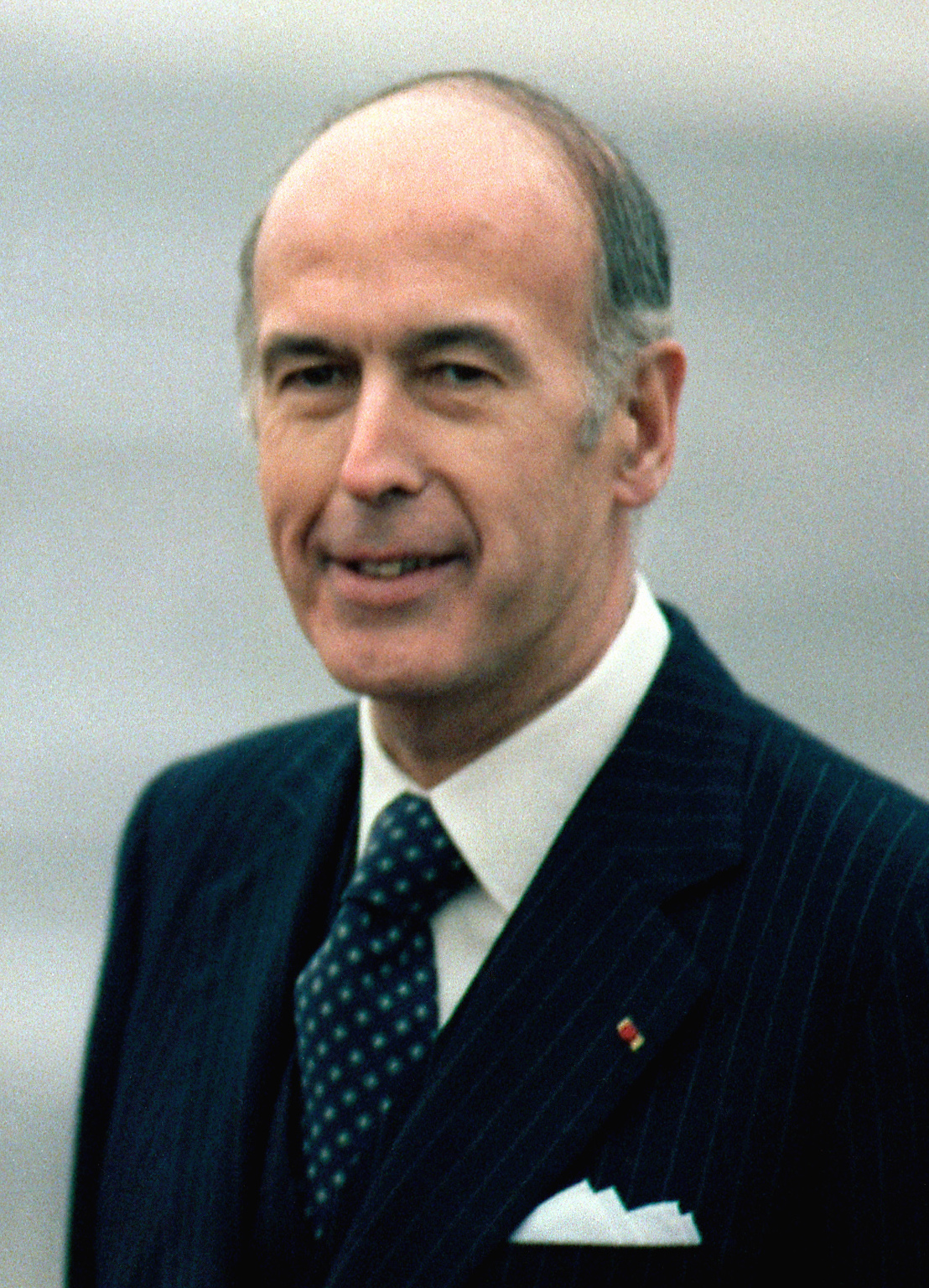
Valéry Giscard d'Estaing
(1974-1981)

### Citoyens d’honneur
- 1868 : Philipp Krementz, cardinal
- 1879 : Gustav Friedrich von Beyer, général et commandant de la forteresse
- 1886 : Dr Moritz von Bardeleben, président général de la province de Rhénanie
- 1892 : August von Reichensberg, juriste et politicien
- 1895 : Otto von Bismarck, chancelier du Reich
- 1901 : Dr Berthold von Nasse (de), président général de la province de Rhénanie
- 1901 : Julius Fischel (de), conseiller en justice
- 1904 : Julius Wegeler (de), conseiller commercial et municipal
- 1910 : Dr Clemens, baron de Schorlemer-Lieser (de), président général de la province de Rhénanie
- 1917 : Paul von Hindenburg, Generalfeldmarschall
- 1917 : Eduard Müller, conseiller en justice
- 1918 : Georg von Rheinbaben, président général de la province de Rhénanie
- 1929 : Dr Johannes Fuchs, président général de la province de Rhénanie
- 1931 : Dr Karl Russell (de), maire
- 1952 : Dr Fritz Michel (de), historien de l’art et médecin
- 1959 : Dr Peter Altmeier, premier ministre de Rhénanie-Palatinat
- 1963 : Josef Schnorbach (de), maire
- 1981 : Dr Erich Franke (de), homme politique régionaliste
- 1995 : Willi Hörter (de), maire
- 2006 : Valéry Giscard d'Estaing, homme politique français, président de la République française de 1974 à 1981, né à Coblence

### Ses célébrités
- 1760 : Josef von Hommer (de), archevêque de Trèves de 1824 à 1836
- 1763 : Wilhelm Arnold Günther (de), chanoine de Trèves de 1836 à 1842
- 1773 : Klemens Wenzel von Metternich, homme d’État autrichien
- 1776 : Joseph Görres, journaliste
- 1778 : Clemens Brentano, poète
- 1791 : Peter Josef von Lindpaintner, compositeur
- 1792 : Friedrich Wilhelm von Gärtner, architecte
- 1798 : Johann Georg Müller, évêque de Münster de 1847 à 1870
- 1801 : Johannes Peter Müller, médecin, physiologiste et ichtyiologiste
- 1806 : Henriette Sontag, cantatrice
- 1813 : Hiob von Hontheim, général
- 1819 : Philipp Krementz, archevêque de Cologne de 1885 à 1899
- 1879 : Max von Laue, physicien
- 1885 : Fritz von Unruh, écrivain et dramaturge
- 1891 : Herm Dienz, peintre et graphiste
- 1903 : Joseph Breitbach, mécène
- 1918 : Anton Diffring, acteur allemand
- 1920 : Walter Ernsting (Clark Dalton), auteur allemand de science-fiction
- 1922 : Wilhelm Stöck (de), journaliste, présentateur du journal télévisé (Tagesschau) de 1964 à 1984
- 1922 : Michel Auclair, de son vrai nom Vladimir Vujovic, célèbre acteur français
- 1923 : Jürgen von Manger (de) (Adolf Tegtmeier), fantaisiste
- 1925 : Peter Ludwig (de), magnat de l’industrie et mécène
- 1926 : Valéry Giscard d'Estaing, président de la République française
- 1927 : Rosemarie Fendel, actrice
- 1930 : Herbert Gauls (de), photographe et fondateur de l’agence publicitaire « Foto Gauls »
- 1952 : Richard Monléon, haut fonctionnaire public territorial et magistrat financier français
- 1961 : Eric Fayemendy
- 1967 : Bodo Illgner, footballeur, gardien de but de l’équipe nationale d'Allemagne et champion du monde (1990).
- 1996 : Julia Wagner, actrice allemande.